# Шнайдер Борис Лукич
Борис Лукич Шн́айдер (нар. 16 червня 1937, Самчики, пом. 22 листопада 2020, Херсон) — український майстер декоративного мистецтва. Член Спілки художників УРСР з 1972 року. Чоловік художниці Марії Шнайдер-Сенюк.

## Біографія
Народився 16 червня 1937 року в селі Самчиках Старокостянтинівського району Хмельницької області УРСР. 1956 року закінчив Львівське училище прикладного та декоративного мистецтва (педагог В. Д. Цюнь).
1962 року закінчив Львівський інститут прикладного та декоративного мистецтва (педагог — Р. Ю. Сельський).
Працював у Херсоні, брав участь у місцевих, міжрегіональних та міжнародних виставках.

## Творчість
Працював у галузі гобелена, декоративної тканини, декоративного розпису. Основні твори, килими:
- «Писанковий» (1964);
- «Птахи» (1964);
- «Дударик» (1969);
- «Їхав козак на війноньку» (1970);
- «Як солодко грає, як глибоко крає…» (1970);
- гобелен «За сонцем» (1984);
- «Ранок землі» (1990);
- «Чорна рілля ізорана» (2002).